# Deschapelles
Deschapelles est une ville du département d'Artibonite en Haïti, située dans la vallée de l'Artibonite.

## Présentation
L’hôpital Albert-Schweitzer Haïti y a été fondé par Larry Mellon et Gwen Grant-Mellon. 